# Ірландія
Ірла́ндія (ірл. Éire — МФА: [ˈeːrʲə], англ. Ireland), також знана як Республіка Ірландія (ірл. Poblacht na hÉireann, англ. Republic of Ireland) — держава в північно-західній Європі, що охоплює 26 з 32 графств (5/6 території) острова Ірландія. Вислів «Республіка Ірландія» (ірл. Poblacht na hÉireann) є лише характеристикою держави, проте не її назвою.
Столиця — місто Дублін, розміщене у східній частині острова. Близько 40 % з 4,9 мільйонного населення країни проживає у Дублінській агломерації. Суверенна держава розділяє свій єдиний наземний кордон з Північною Ірландією, що перебуває під владою Об'єднаного Королівства. Окрім того, вона оточена Атлантичним океаном, з Кельтським морем на півдні, протокою Святого Георгія на південному сході та Ірландським морем на сході.
Країну було утворено як Ірландську Вільну державу у 1922 році в результаті Англо-ірландського договору. Країна мала статус Домініону до 1937 року, коли була прийнята нова конституція, за якою держава отримала назву «Ірландія» і фактично стала республікою, з обраним невиконавчим президентом на посаді глави держави. Пізніше, після прийняття Закону 1948 року про Республіку Ірландія (англ. Republic of Ireland Act 1948) у 1949 році, Ірландія була проголошена республікою.
Ірландія стала членом ООН у грудні 1955 року. 1973 року, країна приєдналася до Європейських Спільнот, попередника Європейського Союзу. Більшу частину ХХ століття держава не мала офіційних стосунків із Північною Ірландією, однак протягом 1980-х та 1990-х років уряди Великої Британії та Ірландії працювали разом із партіями Північної Ірландії над вирішенням конфлікту. З моменту підписання Страсноп'ятничної угоди у 1998 році, уряд Ірландії та виконавча влада Північної Ірландії співпрацювали у низці політичних напрямків у рамках Ради міністрів Північ/Південь, створеної даною угодою.
Ірландія знаходиться у першій десятці найбагатших країн світу за рівнем ВВП на душу населення та індексі процвітання Legatum 2015 року. 32-ге місце у світі за розміром ВВП. Після приєднання до ЄЕС, Ірландія здійснила низку ліберальних економічних реформ, які спричинили швидке економічне зростання. Країна досягла значного розквіту між 1995 і 2007 роками, які стали називатися періодом Кельтського тигра. Процес безперервного економічного зростання було зірвано безпрецедентною фінансовою кризою, яка розпочалася у 2008 році, у поєднанні з одночасним глобальним економічним крахом.
Однак, оскільки економіка Ірландії була найбільш швидкозросталою в ЄС на момент 2015 року, Ірландія продовжує швидке зростання у різноманітних економічних рейтингах. Наприклад, за даними 2019 ріку, Ірландія займає 3-тє місце в Індексі розвитку людського потенціалу. Країна також посідає високі показники в системі освіти, політичній свободі й дотриманні громадянських прав, свободі преси та економічній свободі. Є членом Європейського Союзу, ОЕСР та ООН. Ірландський уряд дотримується політики нейтралітету, тому Ірландія не приєдналась до НАТО, щоправда, приєдналася до партнерства заради миру. Країна має найвище щорічне зростання населення в Європі — 2,5 %.

## Етимологія
Стаття 4 Конституції Ірландії, що була ухвалена 1937 року, передбачає, що «назвою країни є Éire» (англ. Ireland, укр. Ірландія). У всіх офіційних цілях, зосібна в міжнародних угодах й інших юридичних договорах, де мовою документа є англійська, ірландський уряд використовує назву Ireland, і Éire — в документах ірландською. Установи Європейського Союзу діють таким же чином.
З 1949 року в Акті Республіки Ірландія (ірл. Poblacht na hÉireann) зазначено, що Республіка Ірландія є офіційною характеристикою країни. Сам Акт був спрямований на те, аби затвердити, що держава є саме республікою, а не різновидом конституційної монархії. Отже, лише офіційна характеристика, а не зміна назви.
Те, що тепер відоме як Ірландія, має чимало синонімів, та всі вони часом використовуються як неофіційні. Весь острів Ірландія проголосив свою незалежність в однобічному порядку 1916 року й нарік себе Ірландською Республікою (ірл. Poblacht na hÉireann, згодом також Saorstát Éireann). Після виборів 1918-го це рішення було ухвалене переважною більшістю депутатів ірландського парламенту. Після 1921 року британський уряд затвердив сучасну Ірландію як автономію Сполученого Королівства — Південну Ірландію. За подальшою Англо-Ірландською угодою, із 1922 до 1937, коли Ірландія була домініоном Британської Співдружності, країну йменували Ірландською Вільною Державою (англ. Irish Free State, ірл. Saorstát Éireann). Таку назву було скасовано прийняттям теперішньої ірландської конституції. Існують і розмовні назви, наприклад 26 графств або Південь (так часто називають у Північній Ірландії)
У середньовічних хроніках і титулах англійських королів Ірландію часто називали Ібе́рнією (лат. Hibernia).

## Природа

Мапа Республіки Ірландія

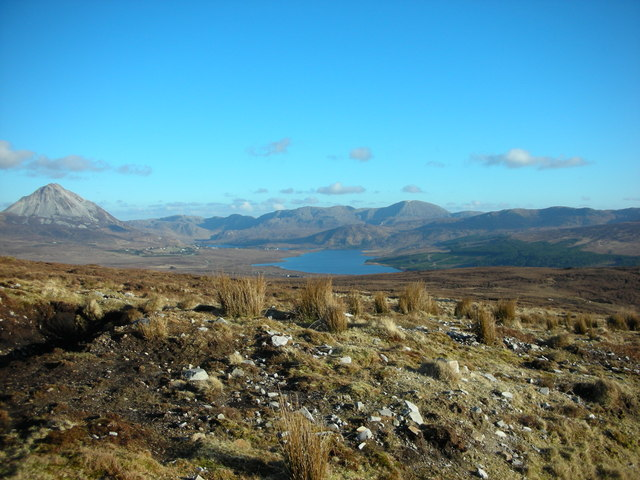
Північна Ірландія. Національний природний заповідник «Хамфорд-Вотер»

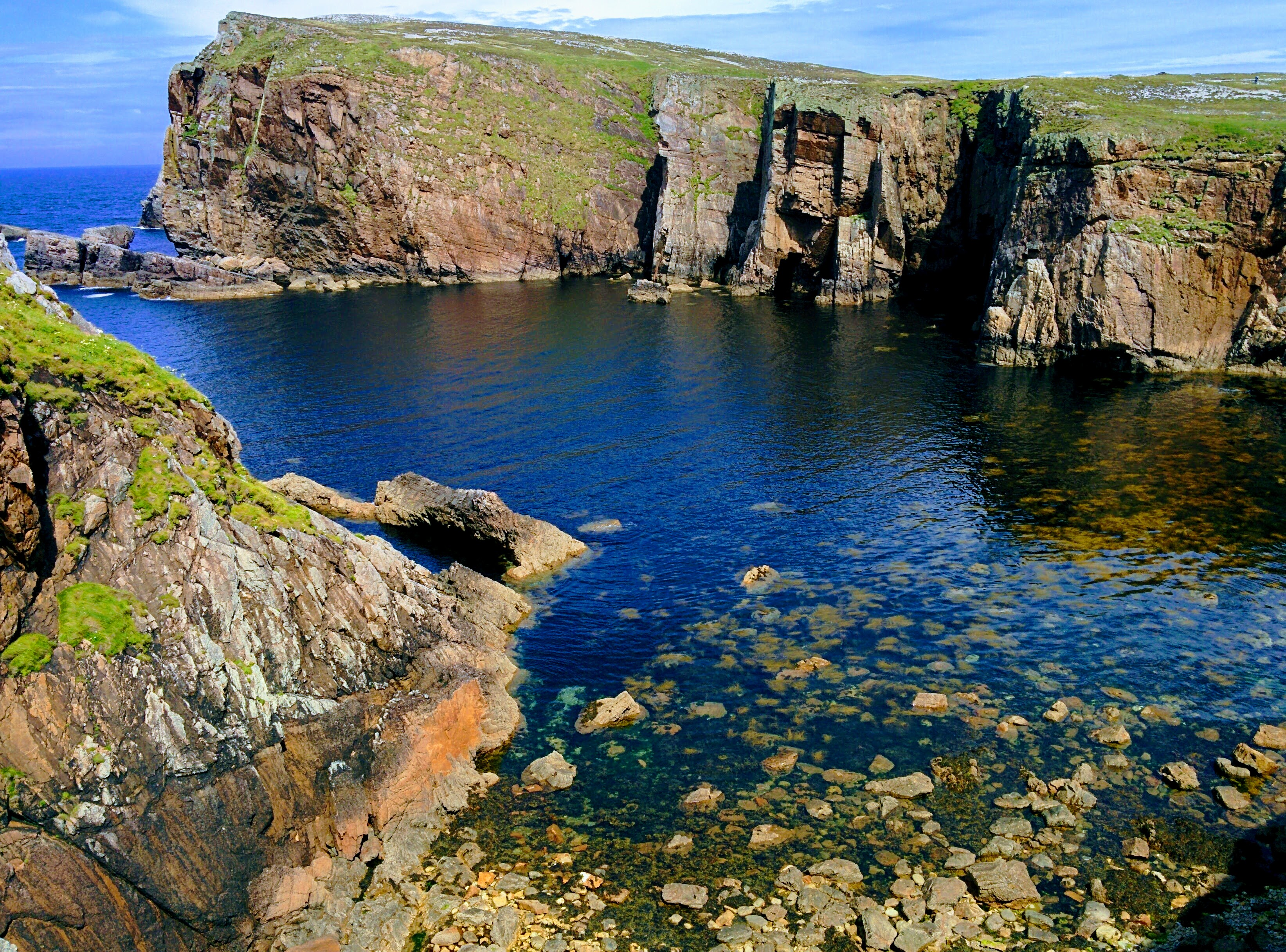
Острів Коста-Ойлеан-Торай

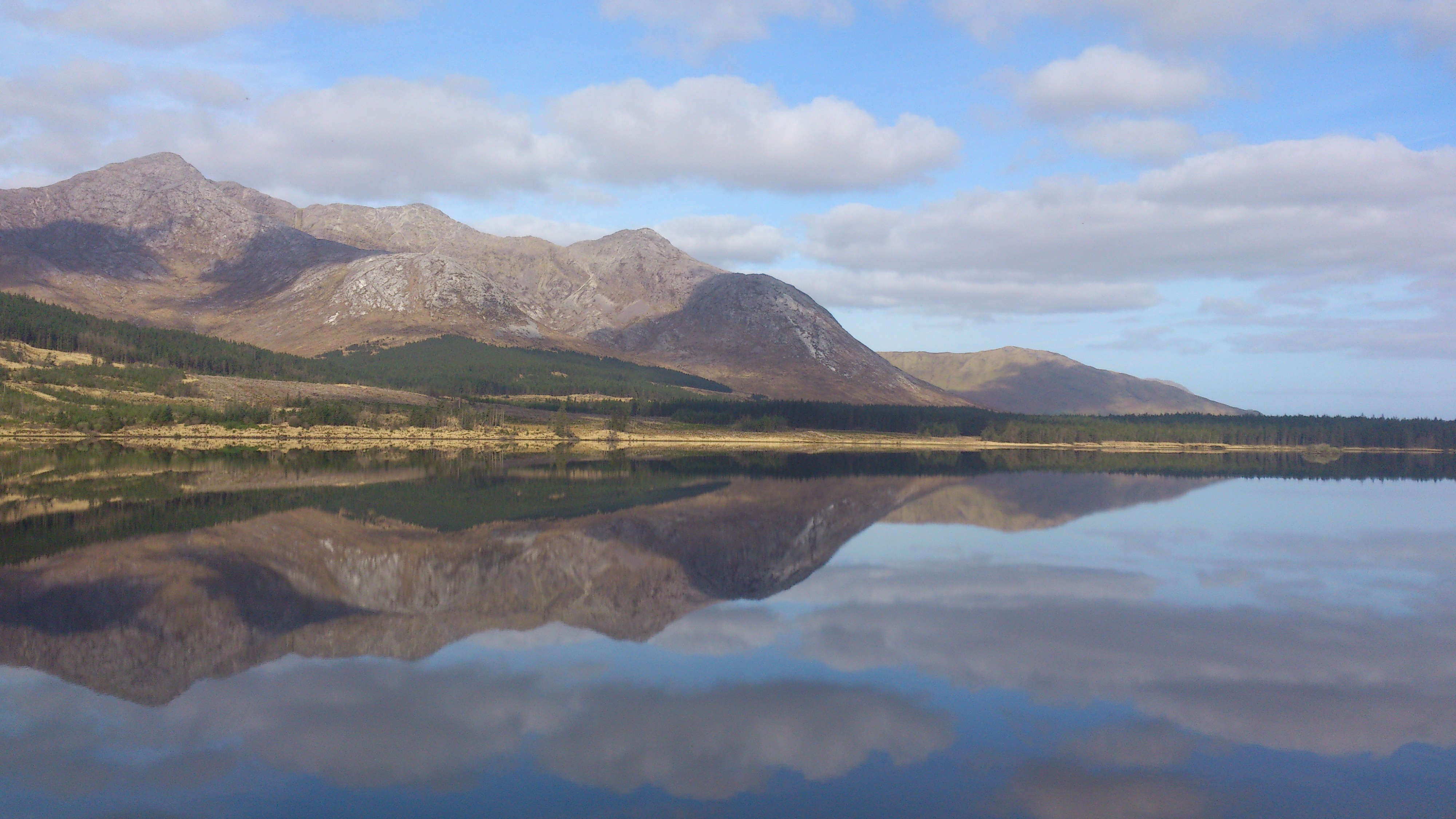
Західна Ірландія. Озеро Іна

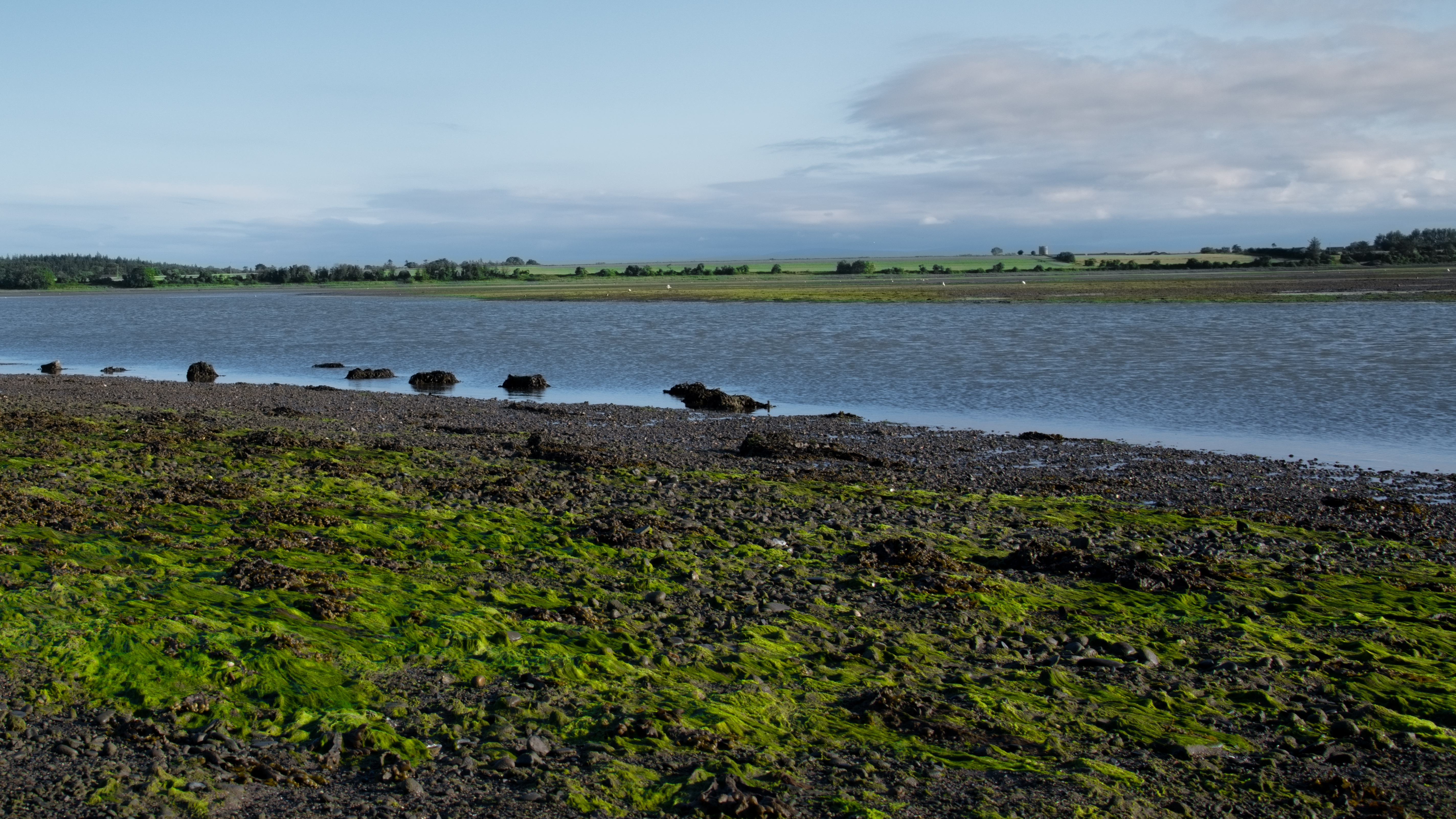
Східна Ірландія. Природний заповідник естуарію Роджерстауна

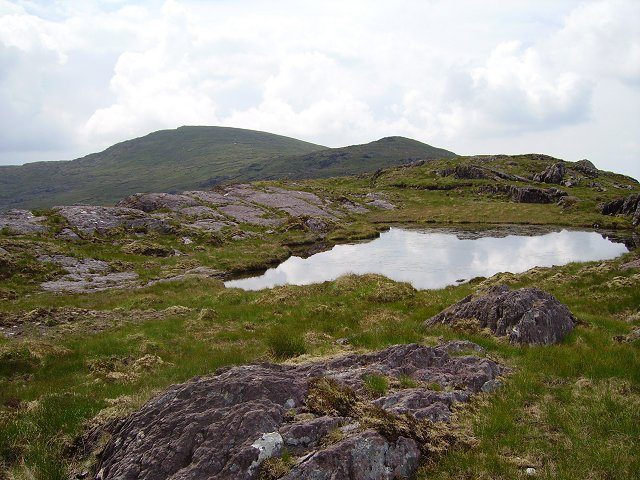
Південна Ірландія. Типовий ландшафт

Ірландія — великий острів на заході Британського архіпелагу, відділений від о. Велика Британія протокою Св. Георга, Ірландським морем і Північною протокою. Знаходиться на краю шельфу, розчленованого глибокими підводними долинами на півночі, заході та півдні; на сході акваторії мілководні.
Ірландія видовжена з північного сходу на південний захід, протяжність у цьому напрямі — 486 км. Протяжність із півночі на південь — 465 км, зі сходу на захід — 285 км. Периметр узбережжя — 2800 км. Загальна площа 84423 км², з них незалежна Ірландська Республіка займає 70285 км², а Північна Ірландія, що входить до складу Сполученого Королівства Великої Британії та Північної Ірландії, 14 138 км². Найменша відстань між Ірландією та Великою Британією — 21 км — по прямій від мису Торр-Хед поблизу Баллікасла до Малл-оф-Кінтайр у Шотландії. 
Ірландія є однією з найдавніших частин Європейського континенту. Її геологічна основа сформована протягом сотень мільйонів років. Найстаріші гірські породи Ірландії відносяться до докембрію та розташовані переважно на північному заході країни. У палеозої виникли складчасті гірські системи, залишки яких можна спостерігати в сучасних горах. Важливу роль у геологічній історії Ірландії відіграли льодовикові періоди. Під час останнього льодовикового максимуму (близько 20 тис. років тому) острів був майже повністю вкритий льодовиком, який сформував характерний льодовиковий рельєф — морени, льодовикові долини та озерні котловини.
Рельєф Ірландії переважно рівнинний, із незначними височинами та невисокими горами, розташованими переважно по периметру острова. Центральна частина країни займає широку рівнину, утворену льодовиковими відкладеннями та алювіальними наносами річок. Цю рівнину оточують низькі гірські масиви Макгіллікаддіс Рікс (найвищий гірський масив, розташований на південному заході, з найвищою точкою Ірландії — гора Каррантухіл (1038 м)), Віклоу (гори на сході країни, з численними льодовиковими озерами), Донегол і Дерігалл (північний захід), Слів Блум (стародавні гори в центрі країни). Пагорби та невисокі гори чергуються з низинними ділянками та болотами, які є типовими для центральної частини острова.
Клімат помірний морський, що формується під впливом теплої Північно-Атлантичної течії. Характеризується м'якими зимами та прохолодним літом, високою вологістю та частими опадами. Середня температура січня становить від +4 °C до +7 °C, липня — від +14 °C до +18 °C. Опади випадають рівномірно протягом року, але найбільша їх кількість спостерігається на західному узбережжі (до 2000 мм/рік). У східних і центральних районах цей показник менший — 750—1000  мм/рік. Характерною рисою клімату є часті зміни погоди та вітри з Атлантики.
Гідрографія. Річкова мережа Ірландії відносно густа, але річки короткі й спокійні, що пояснюється невеликими висотами острова. Найбільша річка країни Шеннон, (довжина 360 км), що протікає з півночі на південь і впадає в Атлантичний океан. Інші річки: Барроу, Шур, Ліффі, Слейні, Бойн, Фойл, Ерн та ін. Озера прісноводні, мають льодовикове походження. Найбільшими з них є Лох-Ней (площа близько 392 км²), Лох-Корріб, Лох-Ерн, Лох-Рі. Близько 20 % території займають болота, найвідомішим з них є болото Клара. Береги на заході острова сильно розчленовані фіордами та затоками, східні —  рівніші й зручніші для портів.
Ґрунтовий покрив острова формувався під впливом вологого клімату, льодовикових відкладів і річкових наносів. Основними типами ґрунтів тут є дерново-підзолисті (поширені в гірських та підвищених районах), болотні ґрунти та торфовища (займають значні площі центральної рівнини), алювіальні ґрунти (зосереджені в долинах річок), рендзини та бурі лісові ґрунти (у районах з вапняковими відслоненнями).
Завдяки теплому та вологому клімату Ірландія відома своєю зеленою рослинністю, за що отримала назву «смарагдовий острів». Природні ліси колись займали понад 80 % території, але нині залишилося менше 10 % лісових масивів. Домінують дуб, ясен, береза, горобина, сосна, а також посадки ялиці та ялини. Характерні також вересові пустища та луки, особливо в болотних районах. Фауна менш різноманітна, ніж у континентальній Європі, що пов'язано з ізоляцією острова після льодовикового періоду. Тут відсутні деякі види, поширені в інших частинах Європи, зокрема змії. Найбільш характерними видами є олень червоний, лисиця, заєць, борсук, їжак. Серед птахів поширені гуси, лебеді, мартини, куріпки, соколи. Прибережні води багаті на морських ссавців, таких як тюлені та дельфіни.
Ландшафти Ірландії вирізняються поєднанням зелених рівнин, низьких гір, озер і мальовничих берегів. Фізико-географічне районування країни визначається переважно рельєфом і кліматичними відмінностями між західними та східними районами. Загалом Ірландія належить до Північноєвропейської фізико-географічної країни, а її територію зазвичай поділяють на 5 фізико-географічних областей:
- Центральна рівнинна область (займає близько половини площі острова; оточена гірськими масивами по периметру);
- Північногірська область (гірські масиви та височини);
- Західногірська область (включно із прилеглими узбережжями і островами);
- Східна область (хвилясті рівнини, низькі пагорби та долини річок);
- Південногірська область (кілька гірських масивів, у тому числі найвищих на острові).

## Історія

### Самоврядний рух
З Акту об'єднання 1 січня 1801 року до 6 грудня 1922 року острів Ірландія був частиною Сполученого Королівства Великої Британії та Ірландії. Під час Великого голоду з 1845 по 1849 рік населення острова, яке становило понад 8 мільйонів, скоротилося на 30 %. Один мільйон ірландців помер від голоду та хвороб, а ще 1,5 мільйона емігрували, переважно до Сполучених Штатів. Це встановило модель еміграції на наступне століття, що призвело до постійного скорочення населення аж до 1960-х років.
З 1874 року, і особливо за часів Чарльза Стюарта Парнелла з 1880 року, Ірландська парламентська партія набула популярності. Це сталося, по-перше, через широку аграрну агітацію через Ірландську земельну лігу, яка домоглася земельної реформи для орендарів у формі ірландських земельних актів, а по-друге, через її спроби досягти самоврядування через два невдалі законопроекти, які надавали б Ірландії обмежену національну автономію. Це призвело до «низового» контролю над національними справами відповідно до Закону про місцеве самоврядування 1898 року, який перебував у руках великих судів присяжних протестантської верхівки, де домінували землевласники.
Проте юніоністський рух серед ірландських протестантів зростав з 1886 року після введення першого домашнього правління. законопроект, побоюючись дискримінації та втрати економічних і соціальних привілеїв, якщо ірландські католики досягнуть реальної політичної влади. Наприкінці 19-го та на початку 20-го сторіччя профспілковий рух був особливо сильним у деяких частинах Ольстера, де індустріалізація була більш поширеною на відміну від більш аграрної решти острова, і де протестантське населення було більш помітним, з більшістю в чотирьох округах. Під керівництвом уродженця Дубліна сера Едварда Карсона з Ірландської юніоністської партії та сера Джеймса Крейга з Ольстерської юніоністської партії, юніоністи стали сильно войовничими, сформувавши Ольстерські добровольці, щоб протистояти «примусу Ольстера».
Після того, як у травні 1914 року законопроект про самоуправління був прийнятий парламентом, щоб уникнути повстання з Ольстером, британський прем'єр-міністр Г. Г. Асквіт представив законопроект про внесення змін, який неохоче погодився з керівництвом ірландської партії. Це передбачало тимчасове виключення Ольстера з роботи над законопроектом на випробувальний період у шість років із запровадженням ще невизначеного нового набору заходів для району, який буде тимчасово виключено.

### Революція і кроки до незалежності
Незважаючи на отримання королівської згоди та включення до збірників законів у 1914 році, імплементацію Третього Закону про самоврядування було призупинено до закінчення Першої світової війни, яка зменшила загрозу громадянської війни в Ірландії. З надією забезпечити виконання Закону наприкінці війни завдяки участі Ірландії у війні, Редмонд та Ірландські національні волонтери підтримали Великобританію та її союзників. 175 тисяч людей приєдналися до ірландських полків 10-ї (ірландської) та 16-ї (ірландської) дивізій Нової британської армії, тоді як юніонисти приєдналися до 36-ї (Ольстерської) дивізії.
Решта ірландських добровольців, які відмовилися від Редмонда та виступали проти будь-якої підтримки Сполученого Королівства, розпочали збройне повстання проти британського правління під час Великоднього повстання 1916 року разом з Ірландською громадянською армією. Це почалося 24 квітня 1916 року з проголошенням незалежності. Після тижня важких боїв, головним чином у Дубліні, вцілілі повстанці були змушені здати свої позиції. Більшість було ув'язнено, а п'ятнадцять ув'язнених (включно з більшістю лідерів) були страчені як зрадники Великобританії. Серед них Патрік Пірс, речник повстання, який дав сигнал волонтерам розпочати повстання, а також Джеймс Конноллі, соціяліст і засновник профспілки промислових робітників світу, а також робітничих рухів Ірландії та Шотландії. Ці події разом із призовною кризою 1918 року мали глибокий вплив на зміну громадської думки в Ірландії проти британського уряду.
У січні 1919 року, після загальних виборів у грудні 1918 року, 73 зі 105 членів парламенту Ірландії були членами Шинн Фейн, які були обрані на основі принципу утримання від британської Палати громад. У січні 1919 року вони створили ірландський парламент під назвою Дойл Ерен (Dáil Éireann). Перший Дойл видав декларацію незалежності та проголосив Ірландську Республіку. Декларація була в основному повторним формулюванням Прокламації 1916 року з додатковим положенням про те, що Ірландія більше не є частиною Сполученого Королівства. Міністерство Дойл Ерен Ірландської Республіки направило делегацію під керівництвом Кян Корла (Голови Ради або спікера Дойл Ерен) Шона Т. О'Келлі на Паризьку мирну конференцію, але її не допустили.
Після війни за незалежність і перемир'я, скликаного в липні 1921 року, представники британського уряду та п'ять делегатів ірландського договору на чолі з Артуром Гріффітом, Робертом Бартоном і Майклом Коллінзом домовилися про англо-ірландський договір у Лондоні з 11 жовтня по 6 грудня 1921 року. Ірландські делегати заснували штаб-квартиру в Ганс-Плейс у Найтсбріджі, і саме тут під час приватних дискусій було прийнято рішення рекомендувати договір Дойл Ерен. 7 січня 1922 року Другий Дойл Ерен ратифікував Договір 64 голосами проти 57.
Відповідно до договору 6 грудня 1922 року весь острів Ірландія став самоврядним домініоном під назвою Ірландська вільна держава (Saorstát Éireann). Згідно з Конституцією Вільної Ірландської Держави, парламент Північної Ірландії мав можливість залишити Ірландську Вільну Державу через місяць і повернутися до Сполученого Королівства. Протягом проміжного періоду повноваження парламенту Вільної Ірландської Держави та Виконавчої Ради Вільної Ірландської Держави не поширювалися на Північну Ірландію. Північна Ірландія скористалася своїм правом згідно з договором залишити новий домініон і знову приєдналася до Сполученого Королівства 8 грудня 1922 року. Вона зробила це, звернувшись до короля з проханням «щоб повноваження парламенту та уряду Вільної Ірландії більше не поширювалося на Північну Ірландію».
Ірландська вільна держава була конституційною монархією, що мала спільного монарха зі Сполученим Королівством та іншими домініонами Британської Співдружності. У країні був генерал-губернатор (який представляв монарха), двопалатний парламент, кабінет під назвою «Виконавча рада» та прем'єр-міністр, який називався Президентом Виконавчої ради.

### Громадянська війна в Ірландії
Громадянська війна в Ірландії (червень 1922 — травень 1923) була наслідком ратифікації англо-ірландського договору та створення Ірландської вільної держави. Сили, які виступають проти договору, на чолі з Еймоном де Валерою, заперечували проти того факту, що прийняття договору скасовувало Ірландську Республіку 1919 року, якій вони присягнули на вірність, стверджуючи всупереч громадській підтримці врегулювання, що «люди не мають права робити неправильно». Найбільше вони заперечували проти того факту, що держава залишиться частиною Британської імперії і що члени парламенту Вільної держави повинні будуть присягнути те, що сторона, яка виступає проти договору, вважала присягою на вірність британському королю. Сили, які прихильники договору, на чолі з Майклом Коллінзом, стверджували, що договір дає «не остаточну свободу, якої всі нації прагнуть і розвивають, а свободу її досягнення».
На початку війни Ірландська республіканська армія (ІРА) розкололася на два протиборчі табори: ІРА, що виступає за договір, і ІРА, що виступає проти договору. ІРА, яка виступала за договір, розпустилася та приєдналася до нової Національної армії. Однак через те, що ІРА, яка виступає проти договору, не мала ефективної командної структури та через оборонну тактику сил, які виступають за договір, протягом усієї війни, Майкл Коллінз та його сили, які виступають за договір, змогли створити армію з багатьох десятків тисяч військових з усього світу.
Ветерани Першої війни з розформованих ірландських полків британської армії 1922 року, здатні здолати противників договору. Британські поставки артилерії, літаків, кулеметів і боєприпасів зміцнили сили прихильників договору, а загроза повернення коронних військ до Вільної держави усунула будь-які сумніви щодо необхідності виконання договору. Відсутність громадської підтримки сил, які виступають проти договору (часто їх називають нерегулярними силами), і рішучість уряду подолати нерегулярні сили значною мірою сприяли їхній поразці.

### Конституція Ірландії 1937 року
Після національного плебісциту в липні 1937 року нова Конституція Ірландії (Bunreacht na hÉireann) набула чинності 29 грудня 1937 року. Це замінило Конституцію Вільної Ірландської Держави та оголосило, що назва країни є Éire. Хоча статті 2 і 3 Конституції визначали національну територію як весь острів, вони також обмежували юрисдикцію країни територією, яка була Ірландською вільною державою. У грудні 1936 року колишній уряд Ірландської вільної держави скасував посаду генерал-губернатора. Незважаючи на те, що конституція заснувала посаду Президента Ірландії, питання про те, чи є Ірландія республікою, залишалося відкритим. Дипломати були акредитовані при королі, але президент виконував усі внутрішні функції глави держави. Наприклад, президент давав згоду на нові закони власними повноваженнями, без посилання на короля Георга VI, який був лише «органом», що було передбачено статутним законом.
Ірландія зберігала нейтралітет під час Другої світової війни. Статус домініону Ірландії було припинено після прийняття Закону про Ірландську Республіку 1948 року, який набув чинності 18 квітня 1949 року та проголошував, що держава є республікою. У той час проголошення республіки припинило членство у Співдружності. Це правило було змінено через 10 днів після того, як Ірландія проголосила себе республікою Лондонською декларацією від 28 квітня 1949 року. Ірландія не подала заявку повторно, коли правила були змінені, щоб дозволити республікам приєднуватися. Пізніше Акт про корону Ірландії 1542 року був скасований в Ірландії Законом про перегляд законів про статут (досоюзні статути Ірландії) 1962 року.

### Новітня історія
Ірландія стала членом Організації Об'єднаних Націй у грудні 1955 року після того, як їй було відмовлено в членстві через її нейтральну позицію під час Другої світової війни та відсутність підтримки інтересів союзників. У той час вступ до ООН передбачав зобов'язання використовувати силу для стримування агресії однієї держави проти іншої, якщо ООН вважатиме це за необхідне.
Інтерес до членства в Європейських спільнотах (ЄС) розвинувся в Ірландії протягом 1950-х років, враховуючи також членство в Європейській зоні вільної торгівлі. Оскільки Сполучене Королівство мало намір стати членом ЄС, Ірландія подала заявку на членство в липні 1961 року через значні економічні зв'язки зі Сполученим Королівством. Члени-засновники ЄС залишалися скептичними щодо економічної спроможності Ірландії, нейтралітету та непривабливої протекціоністської політики. Багато ірландських економістів і політиків усвідомили необхідність реформування економічної політики. Перспектива членства в ЄС стала сумнівною в 1963 році, коли президент Франції генерал Шарль де Голль заявив, що Франція виступає проти вступу Великобританії, яка припинила переговори з усіма іншими країнами-кандидатами. У 1969 році його наступник Жорж Помпіду не був проти членства Великобританії та Ірландії. Почалися переговори, і в 1972 році було підписано Договір про приєднання. Пізніше того ж року відбувся референдум, який підтвердив вступ Ірландії до блоку, і вона остаточно приєдналася до ЄС як держава-член 1 січня 1973 року.
Економічна криза кінця 1970-х років була викликана бюджетом уряду Фіанни Файл, скасуванням податку на автомобілі, надмірними запозиченнями та глобальною економічною нестабільністю, включаючи нафтову кризу 1979 року. Починаючи з 1989 року відбулися значні зміни в політиці з економічною реформою, зниженням податків, реформою соціального забезпечення, посиленням конкуренції та забороною запозичень для фінансування поточних витрат. Ця політика була розпочата в 1989—1992 роках урядом Фіанни Файл/прогресивних демократів і продовжена наступним урядом Фіанни Файл/лейбористами та урядом Фінна Файл/лейбористами/лівими демократичними партіями. Ірландія стала однією з найбільш швидкозростаючих економік світу наприкінці 1990-х років у період, відомий як кельтський тигр, який тривав до Великої рецесії. З 2014 року в Ірландії спостерігається зростання економічної активності.
У питанні Північної Ірландії британський та ірландський уряди почали шукати мирне вирішення насильницького конфлікту за участю багатьох воєнізованих угруповань і британської армії в Північній Ірландії, відомого як «Неприємності». Мирне врегулювання щодо Північної Ірландії, відоме як Угода Страсної п'ятниці, було схвалено в 1998 році на референдумах на північ і південь від кордону. У рамках мирного врегулювання територіальні претензії на Північну Ірландію в статтях 2 і 3 Конституції Ірландії були зняті шляхом референдуму. У своїй Білій книзі щодо Brexit уряд Сполученого Королівства підтвердив свою відданість Угоді Страсної п'ятниці. Стосовно статусу Північної Ірландії в ньому сказано, що уряд Великобританії «чітко висловив перевагу зберегти поточне конституційне положення Північної Ірландії: як частини Великобританії, але з міцними зв'язками з Ірландією».

## Політика
Ірландія є конституційною республікою з парламентською системою правління.
Ерахтас (Oireachtas, Збори) — це двопалатний національний парламент, що складається з Президента Ірландії та двох палат Ерахтасу: Дойл Ерен (Dáil Éireann, Палата представників) і Шанад Ерен (Seanad Éireann, Сенат). Орас ен Уахтаран (Áras an Uachtaráin) є офіційною резиденцією президента Ірландії, а палати Ерахтасу зустрічаються в Лейнстер-хаусі у Дубліні.
Президент є главою держави, обирається на семирічний термін і може бути переобраний один раз. Президент є перш за все церемоніяльною фігурою, але йому доручено певні конституційні повноваження за порадою Державної ради. Він має абсолютне право на власний розсуд у деяких сферах, таких як передача законопроекту до Верховного суду для винесення рішення щодо його конституційності. Майкл Д. Хіггінс став дев'ятим президентом Ірландії 11 листопада 2011 року.
Тішях (прем'єр-міністр) є главою уряду і призначається президентом за поданням Дойлу. Більшість прем'єр-міністрів були лідерами політичної партії, яка отримала найбільшу кількість місць на національних виборах. Стало звичним формування уряду коаліціями, оскільки з 1989 року не було однопартійного уряду.
Дойл Ерен має 160 членів (тяхтай дола, Teachtaí Dála), обраних для представлення багатомандатних виборчих округів за системою пропорційного представництва за допомогою одного голосу, що передається. Шанад складається з шістдесяти членів, з яких одинадцять висуваються Тішяхом, шість обираються двома університетськими виборчими округами, а 43 обираються представниками громадськості з груп кандидатів, створених на професійній основі.
Уряд конституційно обмежується п'ятнадцятьма членами. Не більше двох членів може бути обрано від Шанаду, і Тішях, Танаште (заступник прем'єр-міністра) і міністр фінансів повинні бути членами Дойлу. Дойл має бути розпущено протягом п'яти років після першого засідання після попередніх виборів а загальні вибори для членів Dáil мають відбутися не пізніше ніж через тридцять днів після розпуску. Згідно з Конституцією Ірландії, парламентські вибори мають проводитися принаймні кожні сім років, хоча нижча межа може бути встановлена законом. Нинішній уряд — це коаліція Фіанни Файл, Файн Гаель і Партії зелених із Саймоном Гаррісом з Файн Гаель у ролі Тішяху та Мікеалом Мартіном із Фіанни Файл у ролі Танаште. Опозиційними партіями в нинішньому Дойлі є Шинн Фейн, Лейбористська партія, Люди перед прибутком–Солідарність, Соціал-демократи, Аонту, а також ряд незалежних.
Ірландія є державою-членом Європейського Союзу з 1973 року. Громадяни Сполученого Королівства можуть вільно в'їжджати до країни без паспорта завдяки Спільній зоні подорожей, яка є безпаспортною зоною, що включає острови Ірландія, Великобританію, Острів Мен і Нормандські острови. Однак в аеропортах і морських портах потрібна певна ідентифікація.

### Місцеві органи державного управління
Існуюча система місцевих органів державного управління створена за законом «Про місцеві органи державного управління» 1898 року і закріплена 1999 року Двадцятою поправкою до Конституції Ірландії. Існують 26 традиційних графств. За законом «Про реформу місцевих органів державного управління» 2014 року передбачена система з 31 місцевого органу державного управління — 26 рад графств, дві ради графства і міста (Лімерик, Вотерфорд), три міські ради (Голуей, Дублін і Корк). Передбачено адміністративні одиниці другого рівня (за винятком Дублінського графства і трьох міських рад) — муніципальні райони, що замінюють систему, яка існувала міських рад.
|  | 1. Фінгал 2. Дублін 3. Дун-Леаре-Ратдаун 4. Південний Дублін 5. Віклов 6. Вексфорд 7. Карлоу 8. Кілдер 9. Міт 10. Лаут 11. Монахан 12. Каван 13. Лонгфорд 14. Уестміт 15. Оффалі 16. Лій | 1. Кілкенні 2. Вотерфорд 3. Корк 4. Корк 5. Керрі 6. Лімерик 7. Тіпперері 8. Клер 9. Голвей 10. Голуей 11. Мейо 12. Роскоммон 13. Слайго 14. Літрім 15. Донегол |

### Збройні сили та поліція
Верховним головнокомандувачем ірландської армії є Президент Ірландії, а безпосереднє керівництво збройними силами здійснює Міністр оборони, при якому діє консультативна рада.
Сухопутні війська налічують близько 8500 чоловік. Територія країни розділена в адміністративному та оперативному відношенні на три області, у кожній з яких дислокована одна піхотна бригада. 1-а Південна бригада розташована в Корку; 2-я Східна бригада — в Дубліні; 4-а Західна бригада — в Атлоні. На озброєнні стоять: стрілецька зброя — Steyr AUG A1, FN MAG, AI96, M2HB Browning і  M203; протитанкові засоби — Carl Gustaf, AT4 та FGM-148 Javelin; артилерійські системи — Hotchkiss Brandt, Denel Vector M1, L118 та QF 25 pounder; засоби ППО — Bofors L70 та RBS 70; бронетанкова техніка — AML-20, AML-90, MOWAG Piranha та FV101 Скорпіон.
Чисельність ВМС Ірландії становить 1144 осіб, корабельний склад — 8 патрульних кораблів. Головна база розташована на острові Холбоулін у затоці Корк. Кораблі носять традиційні ірландські жіночі імена, взяті з історії та кельтської міфології; назви передує префікс LÉ (ірл. Long Éireannach): LÉ Emer (P21), LÉ Aoife (P22), LÉ Aisling (P23), LÉ Eithne (P31), LÉ Orla (P41), LÉ Ciara (P42), LÉ Róisín (P51), LÉ Niamh (P52). Всі вони побудовані в період з 1978 по 2001 рік.
У Повітряному корпусі Ірландії служать близько 920 осіб, на озброєнні стоять 24 повітряні одиниці: літаки — CASA CN-235, Pilatus PC-9M, Cessna FR172H, BeechCraft SuperKing Air 200, Gulfstream Aerospace Gulfstream IV і Bombardier Learjet 45; гелікоптери — AgustaWestland AW139 і Eurocopter EC135. Основна база військово-повітряних сил розташована в Дубліні.
Поліція в Ірландії носить назву Ґарда Сіхана (ірл. Garda Síochána na hÉireann). Чисельність складу — близько 14,5 тис. осіб. Країна поділена на регіони: Дублінський, Східний, Північний, Західний, Південний і Південно-Східний; які своєю чергою складаються з відділів і підвідділів, де розташовуються поліцейські станції. Серед функцій Ґарди — охорона громадського порядку, імміграційна політика, запобігання та розкриття злочинів, контроль за безпекою дорожнього руху, забезпечення національної безпеки.

### Міжнародне становище та зовнішня політика
Сучасна зовнішня політика Республіки Ірландії багато в чому зумовлена її членством у Європейському союзі, хоча двосторонні відносини з Сполученими Штатами і Великою Британією також мають важливе значення для країни. Ірландія прагне незалежності в зовнішній політиці, тому не є членом НАТО і давно проводить політику військового нейтралітету.
У 1955 році Ірландія стала членом ООН, а з 1958 року її війська беруть участь у миротворчих акціях.

## Економіка
Ірландська економіка перетворилася з 1980-х років від переважно сільськогосподарської в сучасну економіку знань, зосереджену на високотехнологічних галузях і сфері послуг. Ірландія прийняла валюту євро у 2002 році разом з одинадцятьма іншими країнами-членами ЄС. Країна сильно залежить від прямих іноземних інвестицій і привернула увагу кількох транснаціональних корпорацій через вельми освічену робочу силу й низький податок на прибуток.
Такі компанії, як Intel, інвестували в Ірландію наприкінці 1980-х, потім настала черга Microsoft і Google. Ірландія посідає дев'яте місце серед найбільш економічно вільних економік у світі згідно з індексом економічної свободи. З точки зору ВВП на душу населення Ірландія є однією з найбагатших країн в ОЕСР та ЄС.
Ірландія — аграрно-індустріальна країна, що прогресивно розвивається. Основні галузі промисловості: комп'ютерна індустрія, текстильна, харчова, хімічна, машинобудування, чорна металургія, фармацевтична, скляна, нафтопереробна, гірнича (видобуток торфу, поліметалевих руд та ін.), туризм. За період 1995—2000 років зростання валового національного продукту в Ірландії становило 9,7 % щорічно. Транспорт — залізничний, автомобільний, морський. Головні порти — Дублін, Корк. Міжнародне авіасполучення — головним чином через летовище в Дубліні. У Шанноні розташований трансатлантичний аеропорт.
Починаючи з початку 1990-х, країна пережила безпрецедентне економічне зростання, яке підживлювалося різким зростанням споживчих витрат, інвестицій та будівництва, в історії це явище відоме як «період кельтського тигра». Темпи зростання сповільнилися у 2007 році, що призвело до сплеску великої бульбашки на ринку нерухомості, що розвивалася протягом довгого часу.
Зростання валового національного продукту в Ірландії становило за період з 1995 по 2000 рік 9,7 % щорічно, що було зумовлено участю країни в МВФ, а також ефективною макроекономічною політикою і політикою в області зайнятості. Однак та роль, яку грають в економіці Ірландії прямі іноземні інвестиції в технологію, здатна викликати серйозні ризики в умовах погіршення глобального економічного клімату.
Див. також: Корисні копалини Ірландії, Історія освоєння мінеральних ресурсів Ірландії, Гірнича промисловість Ірландії.

## Адміністративний устрій
Республіка Ірландія включає 26 графств, що входять до складу історичних провінцій Ірландії Ленстера, Манстера і Коннахта, а також 3 графства (Каван, Донегол і Монахан), що належать до провінції Ольстер.
У політичному плані з 1921 відділено від шести інших графств провінції Ольстер, що складають Північну Ірландію, яка отримала місцеве самоврядування в 1922. З 1922 по 1949 Ірландія входила в Британську співдружність націй. До 1937 офіційно називалася Ірландська вільна держава, з 1937 по 1949 — Ейре. У 1949 була проголошена Ірландська Республіка, і зв'язок з Британською співдружністю припинився. Вступ у ЄС (1992) сприяв покращенню відносин зі Сполученим Королівством.
- Ольстер об'єднує дев'ять графств на півночі острова. Шість з них — Антрім, Арма, Даун, Фермана, Лондондеррі і Тайрон входять до складу Північної Ірландії, інші — Каван, Донегал і Монахан — є частиною Республіки Ірландія.
- Ленстер лежить на сході острова і має у своєму складі графства Карлоу, Дублін, Кілдер, Кілкенні, Леїш, Лонгфорд, Лаут, Міт, Оффалі, Західний Міт, Вексфорд і Уіклоу.
- Манстер розташований на півдні Ірландії. Складається з графств: Керрі, Клер, Корк, Лімерик, Тіпперері і Вотерфорд.
- Коннахт знаходиться на заході та об'єднує графства Голуей, Літрім, Мейо , Роскоммон і Слайго.

Традиційні графства Дублін і Тіпперері розділені на кілька адміністративних графств. Тіпперері управляється як два підсуб'єкти: Північний Тіпперері і Південний Тіпперері, а Дублін складається з місто-графство Дублін та адміністративного графства Дан Лері — Ратдаун, Південний Дублін і Фінгал (графство). Статус міста крім Дубліна мають Голуей, Корк, Лімерик, Вотерфорд і Кілкенні

## Демографія
Населення Республіки Ірландія — трохи понад 4,5 млн осіб. Етнічний склад — 87 % населення складають ірландці, серед інших національностей найбільше британців та поляків. Понад 60 % ірландців проживає в містах і передмістях.

## Культура
Мови: ірландська та англійська. Основна мова спілкування — англійська.
Офіційні документи видаються двома мовами, так само як двома мовами часто виконані написи на вивісках, дорожніх покажчиках. Ірландська — одна з кельтських мов, її вивчають у школах, нею ведуться деякі передачі на радіо й телебаченні, існує навіть цілком ірландськомовний канал TG4. У побуті ірландська збереглася у деяких селах; Ольстер — графство Донегол, Коннахт — графства Голвей і Мейо, Манстер — Вотерфорд, Корк і Керрі, ірландці переважно вживають англійську. З квітня 2005 року всі державні службовці зобов'язані використовувати ірландську в діловому листуванні, а назви 2 300 населених пунктів і районів країни перейменовано на ірландський лад. З 2007 року ірландська стала 21 офіційною мовою Європейського Союзу.
Чимало англомовних письменників мають ірландське походження: Джонатан Свіфт, Джеймс Джойс, Оскар Уайльд, Семюел Бекет, Шеймас Гіні. Творчість двох останніх відзначена Нобелівськими преміями з літератури.
Ірландська музика широко відрізняється за жанрами. Популярні у світі виконавці, які поєднують творчість із народними мотивами (The Cranberries, The Irish Rovers, The Dubliners), а також сучасні (Miracle of Sound, Skid Row) (див. також музика Ірландії).
Як і в багатьох колишніх англійських колоній, в Ірландії давні футбольні традиції. Найкращі місцеві футболісти: Джекі Кері, Ліам Бреді, Девід О'Лірі, Рой Кін та Роббі Кін (див. також Збірна Ірландії з футболу).

## Релігія
Католики складають понад 90 відсотків населення, протестанти — 5 %. Релігія відіграє значну роль у житті ірландців.

## Спорт
За опитуваннями «Євробарометру» 2010 року, ірландці в Європі найбільше займаються спортом — 23 % громадян цієї країни займаються спортом 5 разів на тиждень. Найпопулярнішими видами спорту є гельський футбол, херлінґ, регбі та футбол.

## Українсько-ірландські зв'язки
У 1916 році представники українського та ірландського національних рухів зустрілися на Третій конференції народів в Лозанні, організованій Союзом народів. В Ірландії діє посольство України, в Україні — ірландське почесне консульство.